# Жозе Перейра
Жозе Перейра (порт. José Pereira, нар. 15 вересня 1931, Торреш-Ведраш) — португальський футболіст, що грав на позиції воротаря за клуби «Белененсеш» і «Бейра-Мар», а також національну збірну Португалії, у складі якої — бронзовий призер чемпіонату світу 1966 року.

## Клубна кар'єра
У дорослому футболі дебютував 1952 року виступами за команду клубу «Белененсеш», в якій провів п'ятнадцять сезонів, взявши участь у 302 матчах чемпіонату. Більшість часу, проведеного у складі «Белененсеша», був основним голкіпером команди.
1967 року перейшов до друголігового клубу «Бейра-Мар», за який відіграв 4 сезони. Завершив професійну кар'єру футболіста виступами за команду «Бейра-Мар» у 1971 році.

## Виступи за збірну
1965 року дебютував в офіційних матчах у складі національної збірної Португалії. Протягом кар'єри у національній команді, яка тривала 2 роки, провів у формі головної команди країни 11 матчів.
Був основним голкіпером збірної на чемпіонаті світу 1966 року в Англії, на якому команда здобула бронзові нагороди.

## Титули і досягнення
- Бронзовий призер чемпіонату світу: 1966